# Thysanodonta wairua
Thysanodonta wairua är en snäckart som beskrevs av B.A. Marshall 1988. Thysanodonta wairua ingår i släktet Thysanodonta och familjen Calliostomatidae. Inga underarter finns listade i Catalogue of Life.